# Kessel (Familienname)
Kessel ist ein Familienname und der Name mehrerer Adelsgeschlechter:
- Kessel (thüringisches Adelsgeschlecht)
- Kessel (limburgisches Adelsgeschlecht)
- Kessel von Bergen

## Varianten
- Kessl

## Namensträger
- Adolf Kessel (* 1957), deutscher Politiker (CDU)
- Albrecht von Kessel (1902–1976), deutscher Diplomat
- Alfred Schmidt-Kessel (1929–2021), deutscher Jurist und Bundesrichter
- Amanda Kessel (* 1991), US-amerikanische Eishockeyspielerin
- Anne-Marie Keßel (* 1982), deutsche Drehbuchautorin
- Barney Kessel (1923–2004), US-amerikanischer Jazz-Gitarrist
- Benjamin Kessel (* 1987), deutscher Fußballspieler und -funktionär
- Bernhard von Kessel (1817–1882), preußischer General der Infanterie, Generaladjutant von Kaiser Wilhelm I.
- Blake Kessel (* 1989), US-amerikanischer Eishockeyspieler
- Brina Kessel (1925–2016), US-amerikanische Ornithologin
- Carola von Kessel (* 1969), deutsche Journalistin und Kinderbuchautorin
- Charles-Louis de Keverberg de Kessel (1768–1841), napoleonischer Verwaltungsbeamter und ein niederländischer und belgischer Politiker
- Cody Kessel (* 1991), US-amerikanischer Volleyballspieler
- Corné van Kessel (* 1991), niederländischer Cyclocrossfahrer
- Dietrich Kessel (* 1941), deutscher Politiker (SPD)
- Eberhard Kessel (1907–1986), deutscher Historiker
- Emil von Kessel (1804–1870), preußischer Generalmajor
- Ernst Wilhelm von Kessel (1703–1787), preußischer Landrat
- Eugen von Kessel (1890–1934), deutscher Offizier
- Ferdinand van Kessel (1648–1696), flämischer Maler
- Franziska Kessel (1906–1934), deutsche Politikerin (KPD)
- Frida Mentz-Kessel (1878–1969), deutsche Malerin und Grafikerin
- Friedrich Kessel (Bischof) (* 1887), deutscher evangelischer Geistlicher, Bischof
- Friedrich von Kessel (1896–1975), deutscher Politiker (DNVP, GB/BHE), MdL Niedersachsen und Minister
- Friedrich Kessel (Politiker, 1897) (1897–1978), deutscher Politiker (NSDAP), MdL Volksstaat Hessen
- Georg Ernst von Borau genannt Kessel (1645–1703), Herr auf Bobersen sowie General-Haus- und Land-Zeugmeister
- Gino van Kessel (* 1993), curaçaoischer Fußballspieler
- Guido von Kessel (1832–1903), deutscher Politiker, MdR
- Gustav von Kessel (General, 1760) (1760–1827), preußischer Generalleutnant
- Gustav von Kessel (General, 1797) (1797–1857), preußischer Generalmajor
- Gustav von Kessel (General, 1846) (1846–1918), preußischer Generaloberst
- Heinrich Kessel (1904–nach 1971), deutscher Richter
- Henk van Kessel (* 1946), niederländischer Motorradrennfahrer
- Hans von Kessel (General) (1867–1945), deutscher Generalmajor
- Hans von Kessel (Journalist) (1894–1973), deutscher Journalist und politischer Aktivist
- Hieronymus van Kessel (1578–1636), flämischer Maler
- Immo von Kessel (1934–2011), deutscher Diplomat, unter anderem Generalkonsul, Sohn von Mortimer von Kessel und Vater von Sophie von Kessel
- Jakob Kessel (1881–1965), deutscher Politiker (NSDAP)
- Jan van Kessel der Ältere (1626–1679), flämischer Maler
- Jan van Kessel (Maler, 1648) (1648–1698 oder 1641–1680), niederländischer Maler
- Jan van Kessel der Jüngere (1654–1708), flämischer Maler
- Jan van Kessel der Andere, flämischer Maler (ca. 1620 – ca. 1661)
- Jean van Kessel (1893–1956), deutscher Politiker und Landtagsabgeordneter (SPD)
- Johannes Kessel (1533–1613), deutscher Humanist, Jurist und Philologe, siehe Johannes Caselius
- Johannes Kessel (Mediziner) (1839–1907), deutscher Hals-Nasen-Ohren-Arzt
- Johannes Kessel (Ringer) (* 1989), deutscher Ringer
- John Kessel (* 1950), US-amerikanischer Schriftsteller
- Joseph Kessel (1898–1979), französischer Schriftsteller
- Julie von Kessel (* 1973), deutsche Reporterin und Autorin, Schwester von Sophie von Kessel, Enkelin von Mortimer von Kessel
- Jürgen Kessel (* 1937), deutscher Volleyballspieler
- Karl Kessel (1912–1997), deutscher Generalmajor
- Kurt von Kessel (1862–1921), deutscher Rittergutsbesitzer und Parlamentarier
- Kurt von Kessel (Chemiker) (1925–1995), deutscher Chemiker
- Lambertus van Kessel (1912–1980), niederländischer römisch-katholischer Priester, Montfortaner Pater
- Lieve van Kessel (* 1977), niederländische Hockeyspielerin
- Loris Kessel (1950–2010), Schweizer Rennfahrer
- Martin Kessel (Hans Brühl; 1901–1990), deutscher Schriftsteller
- Martin Schmidt-Kessel (* 1967), deutscher Rechtswissenschaftler
- Martina Kessel (* 1959), deutsche Geschichtswissenschaftlerin und Hochschullehrerin
- Michael Kessel (* 1984), deutscher Fußballspieler
- Mortimer von Kessel (1893–1981), deutscher General
- Phil Kessel (* 1987), US-amerikanischer Eishockeyspieler
- Silvius von Kessel (* 1965), deutscher Domorganist
- Sophie von Kessel (* 1968), deutsche Schauspielerin
- Susanne Kessel (* 1970), deutsche Pianistin
- Walram von Kessel († 1304), Dompropst in Münster
- Werner Kessel (Journalist) (1931–1992), deutscher Journalist
- Werner Kessel (Datenschützer), deutscher Datenschützer, Landesdatenschutzbeauftragter Mecklenburg-Vorpommern (1992–2004)